# Иван Кулин
Иван Ангелов Кулин е български хайдутин и революционер.

## Биография
Иван Кулин е роден през 1803 година в Медковец в семейството на Ангел Кулин, хайдутин и участник в Първото сръбско въстание, екзекутиран през 1811 година. Кулин става хайдутин и взима участие в Манчовата буна и Второто пиротско въстание през 1836 – 1837 година, за което лежи в затвора във Видин. След освобождаването си е избран за кнез на Медковец, а през 1850 година е един от водачите на Видинското въстание. Изпратен на заточение в Измит, през 1853 година той бяга оттам във Влашко, след което се установява в Зайчар на сръбска територия, а малко по-късно участва в Димитракиевата буна.
През следващите години Кулин поддържа постоянни контакти с Георги Раковски и през 1862 година участва в създаването на Първата българска легия в Белград. През 1867 година участва в Българския комитет на Любен Каравелов и оглавява организацията на голямата Зайчарска чета, чието прехвърляне през сръбско-османската граница се проваля.
Иван Кулин умира на 24 юли (12 юли стар стил) 1870 година в Зайчар, където е погребан.

## Памет
На Иван Кулин е наречена улица в квартал „Надежда I“ в София (Карта).
На него е посветена биографичната повест на Змей Горянин „Кнез Иван Кулин“ (1936).